# Michael Deloach
Michael Brandon Deloach (Rocky Mount, 14 gennaio 1986) è un ex cestista statunitense.

## Carriera
Dopo quattro stagioni a Norfolk State University, ha esordito da professionista nel massimo campionato polacco, disputando 21 incontri con la maglia dello Siarka Tarnobrzeg, mantenendo una media di 21,4 minuti e 10,8 punti a partita.
Nella due stagione seguenti ha giocato nella massima serie ceca con il Tuři Svitavy. Nel 2013-2014 ha iniziato la stagione con la Pallacanestro Lucca in Divisione Nazionale A Silver, e dopo il ritiro della società dal campionato si è trasferito alla Pallacanestro Chieti nella stessa categoria.
Dall'estate 2014 milita nella Viola Reggio Calabria in Serie A2 Silver.
Nel luglio 2016, firma per l'EBK Roma, nel campionato italiano di serie A2.